# 史匹哲太空望遠鏡
斯皮策空间望远镜（英語：Spitzer Space Telescope，缩写为），是美國國家航空暨太空總署2003年发射的一颗红外天文卫星，是大型轨道天文台计划的最后一台空间望远镜。

## 簡史
斯皮策空间望远镜耗资8亿美元，原名为空间红外望远镜设备（SIRTF），2003年12月，经过公众评选，该卫星以空间望远镜概念的提出者、美国天文学家萊曼·史匹哲（Lyman Spitzer, Jr.）的名字命名。望远镜工作在波长为3-180微米的紅外線波段，以取代先前的红外线天文卫星（IRAS）。斯皮策空间望远镜虽然不比它口径大很多，但得益于红外探测设备的快速发展，性能上有了显著的提高。2003年8月25日，斯皮策空间望远镜在美国佛罗里达州的卡納維爾角由德尔塔Ⅱ型火箭发射升空，运行在一条位于地球公转轨道后方、环绕太阳的轨道上，并以每年0.1天文单位的速度逐渐远离地球，这使得望远镜一旦出现故障，将无法使用航天飞机对其进行维修。
在2020年1月30日，望远镜結束任務，原因是人為主動關閉。

## 規格及設備
斯皮策空间望远镜总长约4米，重量为950千克，主镜口径为85厘米，用铍制作。除此之外还有3台观测仪器，分别为：
- 红外阵列相机（IRAC），大小为256×256像素，工作在3.6、4.5、5.8和8微米4个波段。
- 红外摄谱仪（IRS），由4个模块组成，分别工作在5.3-14微米（低分辨率）、10-19.5微米（（高分辨率）、14-40微米（低分辨率）和19-37微米（高分辨率）。
- 多波段成像光度计（MIPS），工作在远红外波段，由3个探测器阵列组成，大小分别为128×128像素（24微米）、32×32像素（70微米）和2×20像素（160微米）。

为避免望远镜本身发出的红外线干扰，主镜温度冷却到了5.5K。望远镜本身还装有一个保护罩，为的是避免太阳和地球发出的红外线干扰。
银盘上充满了大量的尘埃和气体，阻挡了可见光，因此在地球上无法直接用光学望远镜观测到银河系中心附近的区域。红外线的波长比可见光长，能够穿透密集的尘埃，因此红外观测能够帮助人们了解银河系的核心、恒星形成，以及太阳系外行星。